# 厚皮類
厚皮類（こうひるい、Pachydermata）は、かつて提唱されていた哺乳類の分類群である。
18世紀、ジョルジュ・キュヴィエは、有蹄類を有蹄上目とし、厚皮目と反芻目 Ruminantia に分けることを提唱した。反芻目は現在の反芻亜目と同じ名だが、それに加えやはり反芻をするラクダ亜目が含まれた。それに対し、厚皮目には反芻をしない残りの有蹄類全て、現在の分類で言えば、鯨偶蹄目のイノシシ亜目・カバ下目、ウマ目、ゾウ目、イワダヌキ目が含まれた。
その名のとおり、皮膚が厚くて丈夫である。またそれに関連し、体毛が少なく、皮膚の表面に細かい網目模様（ヒトにあるような）がある。しかしこれらの特徴は、大型化などに起因する収斂進化の一例であり、（当時はまだ系統学はなかったが現代風に言えば）多系統である。
その後、有蹄類の目分類は、19世紀にリチャード・オーウェンが提唱した偶蹄目と奇蹄目（および長鼻目と岩狸目）にとってかわられた。

## 分類
キュヴィエは厚皮目を3つの科に分けた。
- Proboscidea - 現在のゾウ目（学名は同じ Proboscidea）
- Ordinaria（直訳:普通のもの） - カバ、イノシシ、ペッカリー、サイ、バク、ハイラックス など
- Solidungula（直訳:固まった蹄） - 現在のウマ科